# Ken Mitsuda
Ken Mitsuda (三津田健, Mitsuda Ken) est un acteur japonais, né le 29 avril 1902 à Tokyo où il est mort le 28 novembre 1997 .

## Biographie
Ken Mitsuda a tourné dans plus de 90 films au cinéma entre 1940 et 1983.

## Filmographie
Sauf indication contraire, la filmographie de Ken Mitsuda est établie à partir de la base de données JMDb.

### Années 1940
- 1940 : Le Printemps des petites îles (小島の春, Kojima no haru?) de Shirō Toyoda
- 1942 : La Carte d’une mère (母の地図, Haha no chizu?) de Yasujirō Shimazu : Heigo
- 1944 : L'Armée (陸軍, Rikugun?) de Keisuke Kinoshita : Tomonojo Takagi
- 1946 : Les Descendants de Taro Urashima (浦島太郎の後裔, Urashima Tarō no kōei?) de Mikio Naruse
- 1947 : Shin'ya no shichō (深夜の市長?) de Yūzō Kawashima
- 1947 : Sanbon yubi no otoko (三本指の男?) de Sadatsugu Matsuda
- 1948 : Idainaru X (偉大なるＸ?) de Hideo Ōba : Sekikawa[2]
- 1949 : Le Fantôme de Yotsuya (新釈 四谷怪談 前篇, Shinshaku Yotsuya kaidan: Zenpen?) de Keisuke Kinoshita : Kihei
- 1949 : Le Fantôme de Yotsuya II (新釈 四谷怪談 後篇, Shinshaku Yotsuya kaidan: Kōhen?) de Keisuke Kinoshita : Kihei

### Années 1950
- 1950 : Fukkatsu (復活?) d'Akira Nobuchi (ja)
- 1951 : L'École de la liberté (自由学校, Jiyū gakkō?) de Minoru Shibuya
- 1951 : Nuages épars (わかれ雲, Wakare-gumo?) de Heinosuke Gosho
- 1952 : Genroku suikoden (元禄水滸伝?) de Minoru Inuzuka
- 1952 : Le Vent, encore (風ふたゝび, Kaze futatabi?) de Shirō Toyoda
- 1952 : Haha o kō uta (母を恋う歌?) de Kyōtarō Namiki
- 1952 : Oka wa hanazakari (丘は花ざかり?) de Yasuki Chiba : Yamada[3]
- 1952 : Murmure du printemps (春の囁き, Haru no sasayaki?) de Shirō Toyoda : Katayama
- 1953 : Pêle-mêle (やつさもつさ, Yassa mossa?) de Minoru Shibuya
- 1953 : Himawari musume (ひまわり娘?) de Yasuki Chiba
- 1953 : Zoku ukigumo nikki (続浮雲日記?) de Kyōtarō Namiki
- 1953 : Le Cuirassé Yamato (戦艦大和, Senkan Yamato?) de Yutaka Abe
- 1953 : Shirauo (白魚?) de Hisatora Kumagai : Toyama[4]
- 1953 : Kofuku-san (幸福さん?) de Yasuki Chiba
- 1953 : Eaux troubles (にごりえ, Nigorie?) de Tadashi Imai : Saito Kanae
- 1954 : L'Intendant Sansho (山椒大夫, Sanshō dayū?) de Kenji Mizoguchi
- 1955 : Rio no jōnetsu (リオの情熱?) de Shunkai Mizuho (ja)
- 1955 : Vivre dans la peur (生きものの記録, Ikimono no kiroku?) d'Akira Kurosawa : juge Araki
- 1955 : Hahabue kobue (母笛子笛?) de Kazuhiko Saimura[5]
- 1956 : Yagyū ren'yasai: Hiden tsukikageshō (柳生連也斎 秘伝月影抄?) de Katsuhiko Tasaka (ja)
- 1956 : Koko ni sachi ari (ここに幸あり?) de Yoshiaki Banshō (ja) : Sakuzo Mine[6]
- 1956 : Gendai no yokubō (現代の欲望?) de Seiji Maruyama
- 1956 : Okashina yatsu (おかしな奴?) de Yasuki Chiba
- 1956 : Le Démon de midi (四十八歳の抵抗, Yonjū-hassai no teikō?) de Kōzaburō Yoshimura : Yazaki[7]
- 1956 : Ideyu no shimai (いで湯の姉妹?) de Motoyoshi Oda
- 1956 : Kimi o aisu (君を愛す?) de Shigeo Tanaka
- 1957 : Taian kichijitsu (大安吉日?) de Masanori Kakei (ja)
- 1957 : Chieko shō (智恵子抄?) de Hisatora Kumagai
- 1957 : Les Papillons de la nuit (夜の蝶, Yoru no chō?) de Kōzaburō Yoshimura : client
- 1957 : Kiken na eiyu (危険な英雄?) de Hideo Suzuki
- 1957 : Onna goroshi abura jigoku (女殺し油地獄?) de Hiromichi Horikawa
- 1958 : Akutoku (悪徳?) de Shin Saburi
- 1958 : Haha (母?) de Shigeo Tanaka
- 1958 : La Ballade de Narayama (楢山節考, Narayama bushiko?) de Keisuke Kinoshita : Teruyan
- 1958 : Zesshō (絶唱?) d'Eisuke Takizawa : Heikichirō Hashimoto
- 1958 : Me no kabe (眼の壁?) de Hideo Ōba[8]
- 1958 : Nemuri Kyōshirō burai hikae: Maken jigoku (眠狂四郎無頼控 魔剣地獄?) de Masazumi Kawanishi : Kobayakawa[9]
- 1959 : Tejō o kakero (手錠をかけろ?) de Shigeaki Hidaka (ja)
- 1959 : Kekkon no yoru (結婚の夜?) de Masanori Kakei (ja)
- 1959 : Pèlerinage nocturne (暗夜行路, An'ya kōro?) de Shirō Toyoda : Saeki

### Années 1960
- 1960 : Quand une femme monte l'escalier (女が階段を上る時, Onna ga kaidan wo agaru toki?) de Mikio Naruse
- 1960 : La Princesse errante (流転の王妃, Ruten no ōhi?) de Kinuyo Tanaka : le général Asabuki
- 1960 : Kuroi gashū: Aru sarariman no shōgen (黒い画集 あるサラリーマンの証言?) de Hiromichi Horikawa : Okazaki, l'avocat de Sugiyama
- 1960 : Le Gars des vents froids (からっ風野郎, Karakkaze yarō?) de Yasuzō Masumura
- 1960 : Wakare no uta (別離の歌?) de Shunkai Mizuho (ja)
- 1960 : Aoi yajū (青い野獣?) de Hiromichi Horikawa
- 1960 : Kenka Tarō (喧嘩太郎?) de Toshio Masuda
- 1960 : Les salauds dorment en paix (悪い奴ほどよく眠る, Warui yatsu hodo yoku nemuru?) d'Akira Kurosawa
- 1960 : Le Faux étudiant (偽大学生, Nise daigakusei?) de Yasuzō Masumura
- 1960 : Tadanao kyō gyōjōki (忠直卿行状記?) de Kazuo Mori
- 1960 : Tōgyū ni kakeru otoko (闘牛に賭ける男?) de Toshio Masuda : Keiichirō Takano
- 1961 : Shichinin no teki ari (七人の敵あり?) de Toshio Sugie
- 1961 : Médaille pour une femme (女の勲章, Onna no kunshō?) de Kōzaburō Yoshimura : Yasuzo Ohara
- 1961 : Shiroi kumo to shiyōjo (白い雲と少女?) de Kenjirō Morinaga
- 1961 : Okoto et Sasuke (お琴と佐助, Okoto to Sasuke?) de Teinosuke Kinugasa : Shinsuke[10]
- 1961 : Le Conspirateur (反逆児, Hangyakuji?) de Daisuke Itō
- 1961 : Tempête sur l'Arabie (アラブの嵐, Arabu no arashi?) de Kō Nakahira : Kuromizu
- 1962 : Yuki no furu machi ni (雪の降る街に?) de Tetsutarō Murano
- 1962 : Kumo ni mukatte tatsu (雲に向かって起つ?) d'Eisuke Takizawa
- 1962 : Yoru no keisha (夜の傾斜?) de Seiichirō Uchikawa (ja)
- 1962 : Wakakute warukute sugoi koitsura (若くて、悪くて、凄いこいつら?) de Kō Nakahira : Takichi Tatematsu
- 1962 : La Grande Muraille (秦・始皇帝, Shin shikōtei?) de Shigeo Tanaka : Mencius
- 1963 : Taiyō e no dasshutsu (太陽への脱出?) de Toshio Masuda
- 1963 : Min'yō no tabi: Akita obako (民謡の旅 秋田おばこ?) de Kunio Watanabe
- 1964 : Nihiki no mesuinu (二匹の牝犬?) de Yūsuke Watanabe (ja) : Miki[11]
- 1964 : Akujo (悪女?) de Yūsuke Watanabe (ja) : Reijiro Enjo[12]
- 1964 : Passion (卍, Manji?) de Yasuzō Masumura : romancier
- 1964 : Les Plus Belles Escroqueries du monde : le compositeur, dans le segment Les Cinq Bienfaiteurs de Fumiko de Hiromichi Horikawa
- 1964 : Kuruwa sodachi (廓育ち?) de Jun'ya Satō : Oto-san[13]
- 1964 : Adauchi (仇討?) de Tadashi Imai : Tanomo Katagai[14]
- 1965 : Kuroi neko (黒い猫?) de Yūsuke Watanabe (ja) : professeur Takeuchi[15]
- 1965 : Barberousse (Akahige, 赤ひげ?)  d'Akira Kurosawa : Genpaku Amano, le père de Masae
- 1966 : Chantage (脅迫（おどし）, Odoshi?) de Kinji Fukasaku : Sakata
- 1966 : Maman et ses onze enfants (かあちゃんと１１人の子ども, Kāchan to jūichi-nin no kodomo?) de Heinosuke Gosho
- 1966 : Eikō e no chōsen (栄光への挑戦?) de Toshio Masuda
- 1967 : Arashi kitari saru (嵐来たり去る?) de Toshio Masuda
- 1967 : Shayō no omokage (斜陽のおもかげ?) de Kōsei Saitō : Tsuda
- 1968 : Les Belles Endormies (眠れる美女, Nemureru bijo?) de Kōzaburō Yoshimura[16]
- 1968 : Kubi (首?) de Shirō Moritani : professeur Minami
- 1969 : Nihonkai daikaisen (日本海大海戦?) de Seiji Maruyama : Ariaki Yamagata
- 1969 : Hitorikko (ひとりっ子?) de Miyoji Ieki[17]

### Années 1970 et 1980
- 1971 : Kono seishun (この青春?) de Tadashi Morizono (ja)[18]
- 1973 : Hissatsu shikakenin (必殺仕掛人?) de Yūsuke Watanabe (ja)[19]
- 1983 : Shōsetsu Yoshida gakko (小説吉田学校?) de Shirō Moritani : Kijuro Shidehara

## Récompenses et distinctions
- 1968 : récipiendaire de la médaille au ruban pourpre
- 1974 : récipiendaire de l'ordre du Soleil levant de quatrième classe
- 1987 : prix Kinokuniya de théâtre